# Alf Henrikson

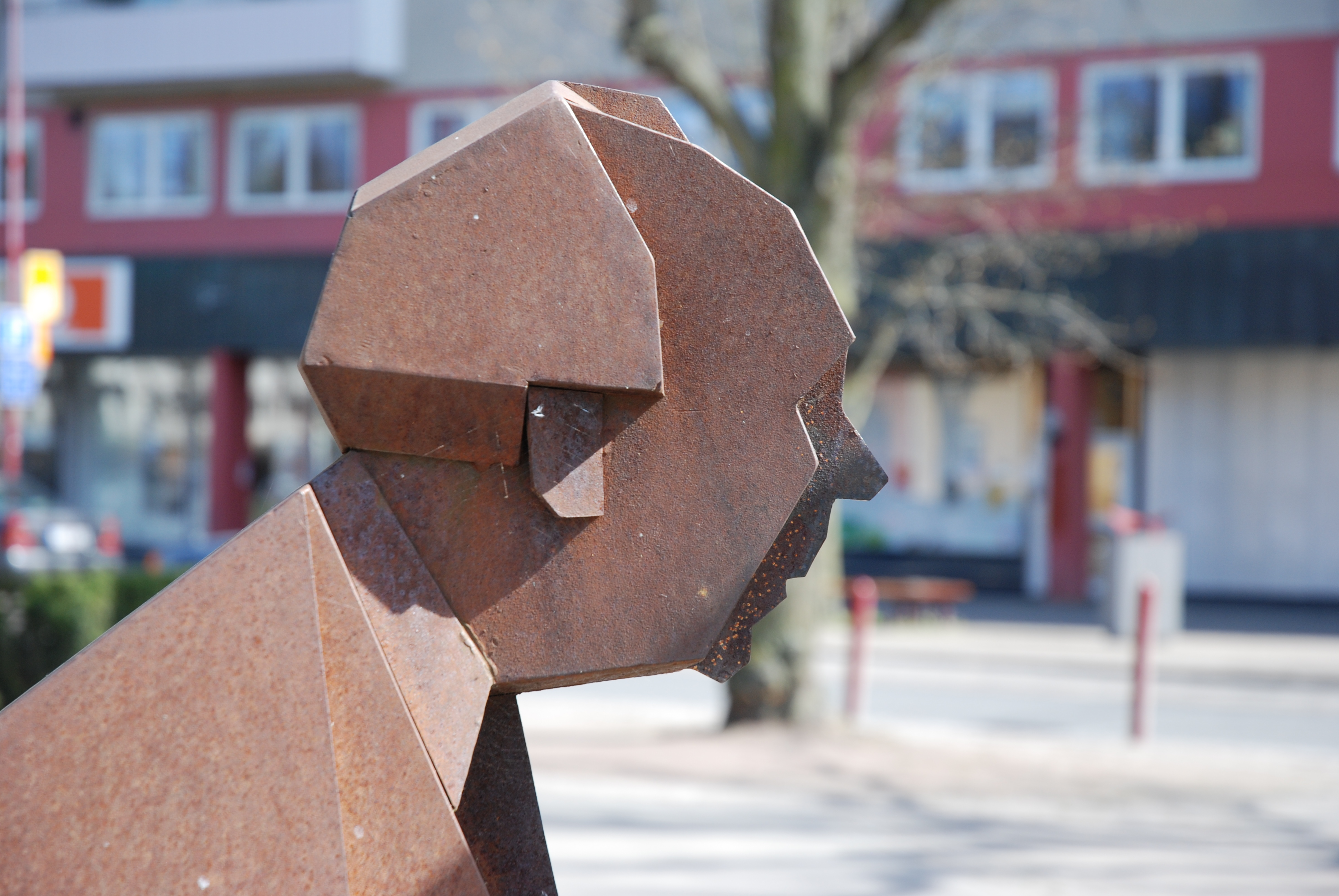
Alf Henrikson Skulptur in Huskvarna

Alf Ragnar Sten Henrikson (* 9. Juli 1905 in Huskvarna; † 9. Mai 1995 in Jönköpings län) war ein schwedischer Schriftsteller, Poet, Zeitungsjournalist und Übersetzer.

## Leben
Alf Henrikson wurde in Huskvarna geboren. Im Jahr 1931 heiratete er die zwei Jahre jüngere Ebba Alfrida Kristina Weck. Mit dieser bekam er 1933 seinen Sohn Kjell Alfred Stig. Wenig später zog das Paar nach Södra Ängby in die Villa Hasselbergsvägen 14. Dort wurde 1938 der zweite Sohn Lars Arvid geboren. Alf Henrikson lebte in der Villa bis zu seinem Tode im Jahr 1995. Er wurde auf dem Huskvarna kyrkogård begraben.

## Karriere
1927 veröffentlichte Henrikson mit Jazzrytm seinen ersten Gedichtband.
Im Handel sind seine historischen Essaysammlungen und Causerien nach wie vor besonders beliebt. Hexikon, ein Lexikon über Mythen und Legenden, wird seit 1981 immer wieder in neuen Überarbeitungen aufgelegt. In den 1940er und 1950er Jahren arbeitete Henrikson oft mit den Illustratoren Birger Lundquist und Björn Berg zusammen; beide waren Kollegen von Henrikson bei der Tageszeitung Dagens Nyheter. Viele ihrer gemeinsamen Bücher wurden aus Artikeln oder Gedichten zusammengestellt, die zunächst in der Zeitung erschienen waren.

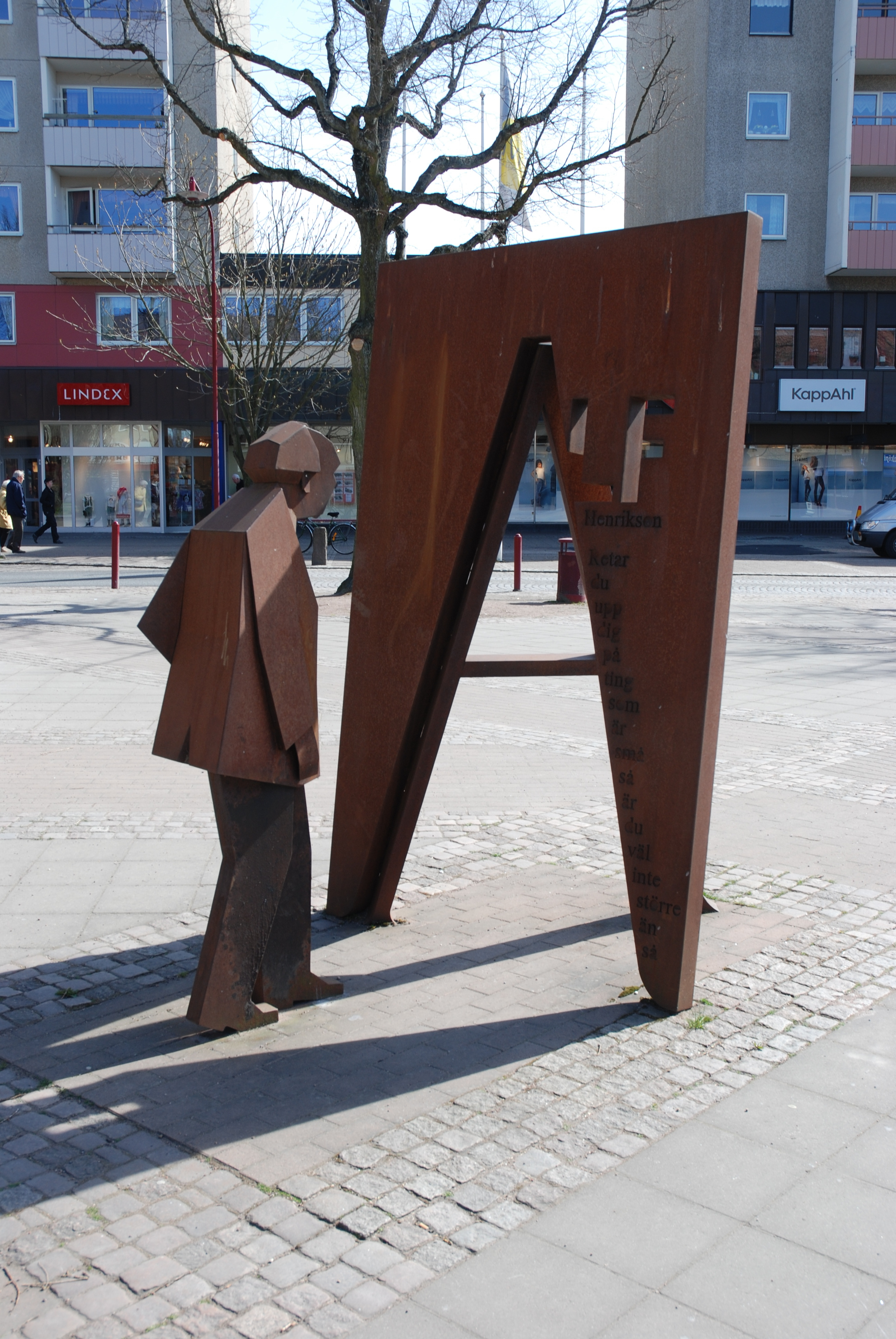
Vägen genom A Skulptur in Huskvarna

1949 schrieb Henrikson den Jugendroman Vägen genom A (Reise durchs A), der 137 Zeichnungen von Birger Lundquist enthält und 1951 in der deutschen Übersetzung von Elly Petersen und Carola von Crailsheim erschien. Auf dem Alf Henriksonplatsen in Huskvarna wurde 1998 eine Skulptur von Alf Henrikson errichtet, die den Titel des Romans trägt. Die Skulptur besteht aus zwei Teilen. Ein Teil zeigt Alf Henrikson und der andere ein großes A. Die Skulptur wurde von Thomas Qvarsebo angefertigt.
Arne Ljusberg komponierte Musik zu einigen von Henriksons Gedichten. Die Lieder erschienen auf dem Album Arne Ljusberg föredrar Alf Henrikson.
Henrikson schrieb unter anderem Artikel und Poesie für die Zeitungen Dagens Nyheter, Vecko-Journalen und Månadsjournalen. Neben vielen Gedichten hat Henrikson Liedtexte und Opernlibretto übersetzt, unter anderem Giuseppe Verdis Falstaff für Värmlands Musiktheater (1993), sowie Jacques Offenbachs Hoffmanns Erzählungen (1990) und Wolfgang Amadeus Mozarts Die Zauberflöte (1968) für die Königliche Oper. Diese Übersetzung wurde im Film Die Zauberflöte von Ingmar Bergman sowie am Stora Teatern in Göteborg 1980 verwendet. Henrikson übersetzte Texte aus dem Englischen, Chinesischen und Deutschen ins Schwedische, darunter Werke von James Fenimore Cooper, Arthur Koestler, Charles Dickens und Emanuel Schikaneder.
Im Alter von beinah 80 Jahren schrieb Henrikson mit A–Ö. En uppslagsbok („A bis Ö. Ein Nachschlagewerk“) eine eigene Enzyklopädie mit fast 1800 Seiten.

## Werke in deutscher Sprache
- Alf Henrikson (1951): Reise durchs A (schwedisch: Vägen genom A). Freiburg / Breisgau. Verlagsanstalt Hermann Klemm.
- Alf Henrikson: Das Pfefferkuchenhaus In: Holger Wolandt (Hg., 2007): Schwedische Appetithappen. Die schönsten kulinarischen Geschichten. München / Zürich. Piper. S. 163–169

## Auszeichnungen (Auswahl)
- 1956 – Boklotteriets stipendiater
- 1957 – Boklotteriets stipendiater
- 1964 – Litteraturfrämjandets stora pris
- 1977 – Litteris et Artibus[3]
- 1977 – Läkerols kulturpris
- 1979 – Övralidspriset
- 1981 – Verdienstorden der Italienischen Republik[4]
- 1982 – Silbermedaille der Vitterhetsakademien
- 1985 – Frank Heller-prise[5]
- 1987 – Professors namn[6]
- 1991 – Natur & Kulturs kulturpris
- 1994 – Årets smålänning[7]

## Sonstiges
- Der 1980 ins Leben gerufene Alf Henrikson-priset zeichnet Menschen aus, die mit Hilfe von fundierten Fachkenntnissen zu einem guten literarischen Werk beigetragen haben[8].
- Der Zug Y32 1409, der durch Småland und Halland fährt, wurde nach Alf Henrikson benannt.
- Die Alf Henrikson-sällskapet (Alf Henrikson Gesellschaft) wurde ein Jahr nach Henriksons Tod gegründet. Ziel der Gesellschaft ist es Interesse und das Verständnis an Henriksons Arbeit zu erweitern und zu vertiefen, Seminare und Vorträge zu organisieren, die Forschung anzuregen und zur Veröffentlichung von bisher unveröffentlichtem Material sowie zur Neuauflage älterer Bücher beizutragen.[9]